# 봉강초등학교 (경남)
봉강초등학교는 대한민국 경상남도 창원시 의창구 동읍 봉강리에 있는 공립 초등학교이다.

## 학교 연혁
- 1939년 11월 1일 봉강공립심상소학교 개교
- 1941년 4월 1일 봉강공립국민학교로 개칭
- 1995년 3월 1일 용산국민학교 본교 통폐합(47명)
- 1996년 3월 1일 봉강초등학교로 개칭
- 2017년 2월 16일 제73회 졸업식(총 5,688명)
- 2017년 3월 1일 제28대 김진희 교장 취임

## 참고 자료
- 봉강초등학교 - 한국교육학술정보원 학교알리미